# شاهدخت اینگرید الکساندرای نروژ

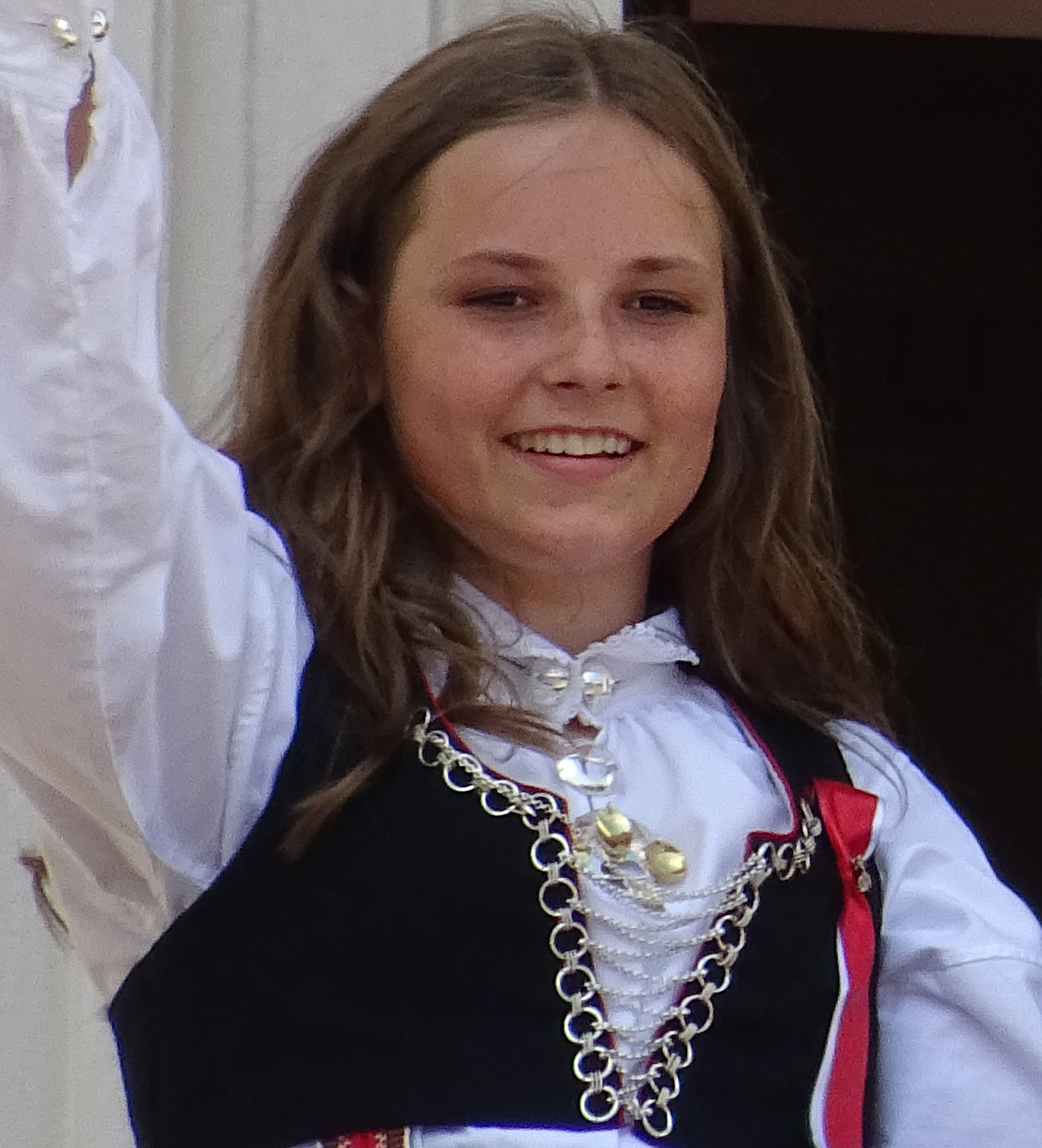
شاهدخت اینگرید الکساندرای نروژ در سال ۲۰۱۸

شاهدخت اینگرید الکساندرای نروژ (متولد ۲۱ ژانویه ۲۰۰۴) دختر شاهزاده هاکون ولیعهد نروژ و در خط جانشینی به تخت و تاج نروژ پس از پدرش نفر دوم است.
او در عروسی مادر تعمیدی اش شاهزاده ویکتوریا ساقدوش بود.